# 不敬罪

2023年1月，有不敬罪的國家。

不敬罪（法語：Crime de lèse-majesté），又称大不敬、冒犯國王罪或冒犯君主罪，指侵犯大公、国王、皇帝等君主的名誉尊严的一种罪名。可以旁及王室及皇族成員。另英語中「lèse-majesté」一詞的範圍不只涉及侮辱君王，也包含了對國家或外國元首的侮辱。本条目亦将此类行为归于“不敬罪”中。
在中國古代，大不敬屬於「十惡」之一，通常會被處以各種死刑，至中華民國成立後廢除至今。這一罪名在漢字文化圈的朝鮮半島、日本、越南都曾經存在。
现在仍有些國家存在「不敬」的罪名，不过总体而言，這些國家的不敬罪刑罰遠遠較昔日君主專制時代輕微。然而与一般人认知不同的是，一些采用民主制度的国家亦存在不敬罪；不過在社会主义国家，並未有在法律上“不敬罪”的规定。

## 現行的不敬罪

### 朝鲜
在朝鲜民主主义人民共和国境內即使是對金氏家族領導人沒有展現出應有的尊重（即使是談論領導人身高、家中的金氏領袖肖像畫有塵、說任何一個外國國家生活好過北韓也不行）都會被北韓政府處以極為嚴厲的刑罰，輕則送往收容所勞教1至3年左右；重則更會送往勞改營終身勞改甚至即時會被袋鼠法庭判處公開處決。而據多名脫北者所言在北韓境內公開批評金氏家族領導人任何政策、取笑領導人外貌、於全民強制投票投票日投反對票更是相當危險的事，會即時有國安和秘密警察逐家逐戶搜索不敬罪人士並會招致殺身之禍，北韓因此成為現代世上奉行最嚴格的不敬罪國家，比沙特阿拉伯和汶萊這些君主專制國家規管還要嚴格（即使北韓官方從未稱金氏政權為君主制）。例如张成泽便被传言是在为金正恩鼓掌时并不真诚而被治罪处决。只是朝鲜法律中并未有类似不敬罪的规定，所以顶多只能认为该国在事实上存在不敬罪。

### 沙烏地阿拉伯
在沙烏地阿拉伯，不僅侮辱國王和王族成員會被定罪，侮辱先知穆罕默德也會被當局以不敬罪來定罪。2012年2月，沙烏地阿拉伯的青年人Hamza Kashgari因為在推特上發表對穆罕默德不敬的言論而受到了死刑的威脅，被迫流亡馬來西亞。2014年，沙烏地阿拉伯頒佈反恐法，規定威脅沙烏地阿拉伯團結、擾亂公共秩序、詆毀國家或國王聲譽的行為都被定義為恐怖主義行為。由于在沙特，量刑向来随案例而变，因而因不敬罪被判死刑亦非不可能。

### 泰國
不敬罪在泰國的名字叫「冒犯君主罪」（ความผิดต่อองค์พระมหากษัตริย์），在泰国屬於重罪。根据《泰国刑法》第112条規定，明文禁止任何人「詆毀、羞辱、威脅泰国国王、泰国王后，或其法定繼承人及攝政者」，违者可判处3-15年有期徒刑。有观点批評，法律上並沒有清楚規定何種行為構成詆毀，而刑期也是重得不合理，例如有2人只是在Facebook上發出對國王不敬的言詞，就分別被判刑30年和28年。2015年，有民眾因為在Facebook上嘲笑泰國國王的愛犬「通丹」而遭訴，可能被判37年有期徒刑。
2015年，美國駐泰國大使格林·戴維斯（以外交官身分享有外交豁免權）與外國記者提到，美國政府憂慮判處違反「冒犯君主罪」者，處以「空前且漫長」的監禁，侵犯了言論自由。結果泰國警方發表聲明，表示大使批評「冒犯君主罪」，也算犯下「冒犯君主罪」，已經展開調查，使此一罪名颇有些二十二条军规的意味。
2024年1月，泰国一名男子被控冒犯君主罪名成立，被判坐牢50年，是泰国至當時因該罪名遭判处的最重刑罚。
2024年8月7日，曾经在大选中获得最多席位的前进党被泰国宪法法院裁定违宪而被迫解散，其中一条原因便是呼吁修改冒犯君主罪的法条。

### 柬埔寨
2018年2月，柬埔寨議會通過決議，侮辱任何一位君主都要受到一至五年監禁，並處以兩百萬至一千萬瑞爾的罰款。2019年1月，一名柬埔寨男性因其在臉書上發表的言論，導致被判處三年有期徒刑。

### 土耳其
土耳其是共和國，但土耳其法律中，刑法301條禁止侮辱土耳其民族、也禁止侮辱土耳其共和國、土耳其的政府機構或土耳其的民族英雄。土耳其現行法律也禁止侮辱土耳其總統，而這項法律涉及到了幽默或諷刺等表達方式。在土耳其，觸犯刑法301條的人，也就是侮辱土耳其的人，可處六個月至兩年有期徒刑。

### 丹麦
诽谤丹麦君主一般按丹麦刑法第267条规定，处以最高四个月监禁；然而如果诽谤对象是现任丹麦君主，则按第115条规定将刑期延长一倍。如果诽谤对象是君主的伴侣或王子，则刑期加重一半。目前尚无根据第115条处以加重刑罚的案例。

### 爱沙尼亚
根据爱沙尼亚刑法第247条和249条，侮辱外国元首及其家人和代表，亵渎外国国旗国歌等都可被判处最高两年监禁。

### 德国
侮辱德国总统是犯罪行为，可判处三个月到五年监禁，然而仅限总统本人批准时方可执行。但是，政治人物在公开场合批评总统，或是在议会辩论时数落总统则不违法。
以往在德国，侮辱外国元首也是违法行为，但自2018年1月1日起，侮辱外国元首不再违法。此乃因为德国总理默克尔在2016年4月应土耳其要求，宣布要动用此法条制裁一位讽刺土耳其总统埃尔多安的德国喜剧演员扬·波默曼（Jan Böhmermann）。最终该案撤诉，相关法律也被修改。

### 冰岛
根据冰岛刑法第95条，侮辱外国元首及其家人和代表，亵渎外国国旗国歌等，最高可判处六年监禁。

### 意大利
侮辱意大利总统可判处一到五年监禁，不论对其从政表现或是私人事务，不论公开场合还是私下场合皆然。
前北方联盟书记翁贝托·博西便是因讽刺前总统乔治·纳波利塔诺出身意大利南部而被控此罪，但此后被马塔雷拉赦免。

### 波兰
在波兰，按刑法135条，公开侮辱本国或外国元首皆是犯罪行为，最高判处三年监禁。波兰宪法法院亦于近年确认此法条合宪。

### 俄罗斯
2019年3月，俄国联邦会议通过法令，在网上发布侮辱或不尊敬俄国国家、政府官员（包括总统）的言论，初犯可判处10万卢布罚款，累犯可判处拘留15日及最高20万卢布罚款。

### 西班牙
西班牙刑法第490条及491条规定了“侮辱皇室罪”，侮辱皇室成员、祖先及后代皆可治此罪，最高两年监禁。不过犯此罪者属良心犯，外国可不引渡嫌疑人回西班牙。

### 瑞士
瑞士刑法规定：公开侮辱外国、外国元首、外国政府官员、外国的外交代表，以及外国特使和驻瑞士的国际组织及办事处的官方代表，皆触犯不敬罪，最高可判处三年监禁，并可处罚金。

### 伊朗
伊朗法律禁止侮辱最高领袖及伊朗法律体系。

### 约旦
2012年，约旦反政府示威中，即有人公开讽刺皇室及约旦国王，被判犯不敬罪。

### 科威特
在科威特有不敬罪，最高判两年监禁，外国人亦不能幸免。

### 卡塔尔
卡塔尔也有不敬罪，曾有诗人因批评前任埃米尔而被判刑15年。

### 毛里求斯
虽然毛里求斯并无法律规定不敬罪，但在贾格纳特总理执政期间，存在事实上的不敬罪。例如为毛里求斯带来最多奖牌的游泳运动员布拉德利·文森特（Bradley Vincent），便因贾格纳特总理出席英联邦运动会升旗仪式时不在场而被停赛三年。而文森特本人迟到的原因是他乘坐的公交车被堵在路上。

### 摩洛哥
作为君主制国家的摩洛哥，不敬罪非常普遍。如果不敬行为发生在私下场合，最低量刑为一年；如果在公开场合，最低量刑为三年；两种情况下的最高量刑都是五年。

### 塞内加尔
在塞内加尔，侮辱国家元首可判处六个月到两年监禁，以及罚款。

### 津巴布韦
在津巴布韦，侮辱国家元首最高可判处一年监禁，以及罚款。

### 不丹
不丹作为君主制国家保留了不敬罪。

### 文莱
文莱作为君主制国家，亦保留了不敬罪，最高可判监三年。披露文莱君主的财产信息也属于不敬罪范畴。

### 印度尼西亚
在印尼，侮辱和讽刺国家、政府、总统、副总统等皆是不敬行为，可判监18到54个月不等，或罚金一千万到两亿印尼盾。

### 马来西亚
马来西亚作为君主制国家，不敬罪属于1948年煽动法令的范畴。惟此法令争议甚多，近年来要求推翻此法令的声音日隆。

### 巴西
巴西法律规定，对总统、议员、最高法院的中伤和诽谤，需在普通诽谤罪上加重刑期。

## 歷史上的不敬罪

### 中国
在中国历史上，大不敬的通常指对天子有不尊敬的言行（如不避君讳）、为偷盗皇帝祭祀的器具和皇帝的日常用品、伪造御用药品以及误犯食禁等的罪名。這一罪名自古有之，历代政府对此规定不一。《北齊律》列入「重罪十條」，隋《開皇律》列入「十惡」，唐律沿襲之，列为十恶之六。犯有十惡罪名之人不可赦免，故而有「十惡不赦」之說。
清朝乾隆十三年（1748年），孝贤皇后逝世。不久，翰林院掌院学士阿克敦被解除协办大学士之职，授予孝贤皇后的弟弟傅恒。而在翰林院向乾隆帝进呈的孝贤皇后册文中，满文将“皇妣”译为“先太后”。乾隆帝认为是大错误，召翰林院掌院学士阿克敦询问。结果阿克敦未候旨已退。乾隆帝大怒，称阿克敦因被解除协办大学士，故生怨望。阿克敦剥夺官职后，下刑部，当大不敬律，拟斩监候。但不久，在六月时，阿克敦即获得彻底的赦免，重获任命，在内阁学士上行走，署工部侍郎。
加拿大歷史學家雷勤風（Christopher Rea）把清末民初的近代中國詮釋為一個處於「大不敬的年代」的社會。

### 日本
日本曾經存在不敬罪。明治維新後，不敬罪於1880年（明治十三年）被正式列入《刑法》，為第116條至120條。1907年（明治四十年）公佈的新刑法中延續了這一罪名，為第73條至76條。
1891年，日本發生暗殺帝俄太子尼古拉未遂的大津事件。政府原擬按不敬罪，將犯事的津田三藏處死，後因兒島惟謙堅持司法獨立，並舉出罪刑法定主義，禁止類推適用，外國皇族並非日本皇族，不屬於不敬罪的範圍內，改判津田三藏對普通人謀殺未遂，處以無期徒刑，發往北海道禁锢。
1946年11月3日，新的《日本國憲法》公佈後，日本發佈大赦令，對先前犯有不敬罪的犯人進行赦免，包括一位1946年因饥荒而讽刺天皇的日本共产党员。1947年，日本將「不敬罪」的相關條文從刑法中刪除，自此不敬罪在日本成為歷史，但仍有被称作“菊花禁忌”的自我审查。

### 挪威
根據1902年制定的挪威刑法規定，誹謗君王或攝政王之人將會被處以罰款或最高五年監禁。2005年刪除了此一條文。

### 英國
在英国，尽管扬言推翻君主制仍可被定罪，但实际上已不执行。
蘇格蘭在2010年的法律條文中删除了不敬罪，此罪最后一次执行是在1715年。

### 荷兰
原本荷兰有不敬罪，但2020年1月起，侮辱皇室成员与侮辱政府官员同罪，仅可判处最高四个月的监禁及并处罚款。

### 比利时
从2023年1月起，不敬罪在比利时成为历史。

### 罗马尼亚
罗马尼亚法律中从2014年起删除了不敬罪，但侮辱国家及国体仍是违法的。

### 瑞典
瑞典在1948年就删除了不敬罪。

### 美国
美国立国之初，有《客籍法和镇压叛乱法》，此法案很快便作废。如今在美国没有不敬罪，因为类似的规定违反宪法第一修正案。